# Söderköpingsån
El Storån (también conocido incorrectamente como Söderköpingsån), es un río de Östergötland. El Söderköpingsån original, sustituido en gran parte por el canal Göta, iniciaba su recorrido en Roxen y pasaba por el lago Asplången. El Storån pasa por Söderköping y luego desemboca en el Slätbaken (Mar Báltico) en Söderköping. La longitud del río es de unos 25 km. El tramo entre Söderköping y Mem se menciona en un mapa antiguo como Slätbaksån.
Sin embargo, unos kilómetros antes de la desembocadura, el río recibe un afluente mucho mayor procedente del sur. Este afluente, el Tvärån, que también recibe los nombres de Hällaån y Gusumsån aguas arriba (y Söderköpingsån en la información de Strolången), nace cerca de la iglesia de Värna (municipio de Åtvidaberg) y atraviesa los lagos Risten (62 m sobre el nivel del mar), Såken (62 m sobre el nivel del mar), Borken (60 m sobre el nivel del mar), el importante lago Yxningen (38 m sobre el nivel del mar) y los lagos Byngaren y Strolången (28 m sobre el nivel del mar). La mayor distancia desde las fuentes de todo el sistema de agua hasta el estuario es de 82 km. La cuenca total del Söderköpingsån es de 882 km².
En el registro de las principales cuencas fluviales de Suecia, el río Söderköpingsån ocupa el número 68.